# Hasij
Hasij je kemijski element atomskog (rednog) broja 108 i atomske mase 269. U periodnom sustavu elemenata predstavlja ga simbol Hs.
Element je prvi put sinteziran u Darmstadtu 1984. godine, a ime je dobio po njemačkoj pokrajini Hessen (na latinskom Hassia) gdje se institut nalazi. Prethodni naziv mu je bio unniloktij (Uno)
U literaturi na hrvatskom može se naći također pod imenom hassij. IHJJ predlaže zbog hrvatske jezične tradicije prilagođeno pisanje hasij.